# Ельза Ласкер-Шюлер
Ельза Ласкер-Шюлер (нім. Else Lasker-Schüler, при народженні Елізабет Шюлер; [ˈɛl.zə ˈlas.kɐ ˈʃyː.lɐ]; 11 лютого 1869 — 22 січня 1945) —німецька поетеса, драматургиня та ілюстраторка єврейського походження, господиня літературного салону, відома богемністю своєї поезії та життя в Берліні. Одна з небагатьох жінок, пов’язаних з рухом експресіонізму. Втекла з нацистської Німеччини і прожила решту життя в Єрусалимі.

## Біографія
Елізабет Шюлер народився в Ельберфельді, тепер район Вупперталя. Її мати Жаннет Шюлер (до шлюбу Кіссінг) була центральною фігурою в її поезії; на створення головного героя для п'єси «Вуппер» (нім. «Die Wupper», 1909) мисткиня надихнулася своїм батьком Аароном Шюлером — єврейськийм банкіром. Її брат Пол помер, коли їй було 13 років.
Ельзу вважали вундеркіндом, оскільки вона читала й писала з чотирьох років. З 1880 року відвідує ліцей «West an der Aue». Кинувши школу, почала отримувати приватні уроки вдома у батьків.
У 1894 році одружилася з лікарем та шахістом Джонатаном Бертольдом Ласкером (старший брат Емануеля Ласкера, чемпіона світу з шахів) і переїхала з ним до Берліна, де здобула художню освіту. 27 липня 1890 року померла її мати, через 7 років батько. 24 серпня 1899 року Ельза народила сина Пола і опублікувала свої перші вірші; перший її повний том поезії «Стікс» (нім. Styx) вийшов у 1902 році. 11 квітня 1903 року вона розлучилася з чоловіком, а 30 листопада взяла шлюб з Ґеоргом Левіном, художником та засновником експресіоністського журналу «Der Sturm». Його псевдонім Герварт Волден вигадала саме Ельза Шюлер.

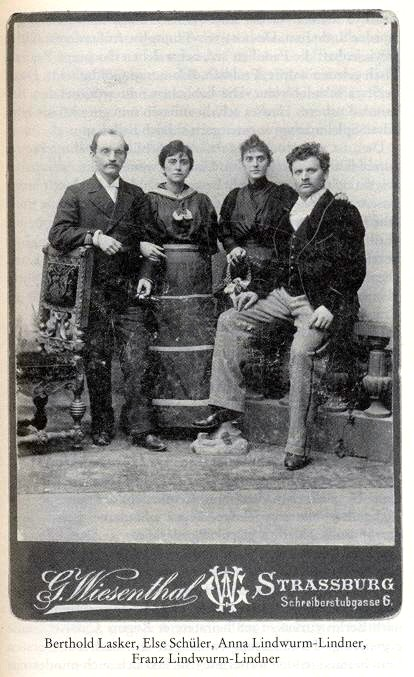
Зліва направо: Бертольд Ласкер, Ельза Ласкер-Шюлер, Анна Ліндвурм-Лінднер та Франц Ліндвурм-Лінднер; приблизно 1900-ті роки.

Перший прозовий твір Ельзи Шюлер, «Книга Пітера Хілла» (нім. «Das Peter-Hille-Buch»), був опублікований у 1906 році після смерті Хілле — одного з її найближчих друзів. У 1907 році вона опублікувала збірку прози «Ночі Тіно з Багдада» (нім. «Die Nächte der Tino von Bagdad»), а потім п'єсу Вуппер у 1909 році. Збіркою поезії «Моє диво» (нім. «Meine Wunder», 1911), Ласкер-Шюлер затвердилася як провідна представниця німецького експресіонізму.
Після розлучення з Ґервартом Волденом у 1912 році Ласкер-Шюлер опинилася без грошей і залежала від фінансової підтримки своїх друзів, зокрема Карла Крауса. У тому ж році вона познайомилася з Ґотфрідом Бенном. Між ними зав'язалася міцна дружба, яка надихнула поетесу на велику кількість любовних віршів на його честь.
У травні 1922 року вона взяла участь у Міжнародному конгресі прогресивних художників і підписала «Прокламацію про заснування Союзу прогресивних міжнародних художників». У 1927 році через смерть сина впала в глибоку депресію.
Незважаючи на отримання премії Кляйста в 1932 році, через єврейське походження нацисти цькували Ельзу Шюлер та завдавали їй фізичного насилля. Вона емігрувала до Цюриха, але й там не могла працювати, а згодом у 1934 році поїхала до Святої Землі та остаточно оселилася в Єрусалимі у 1937 році. Наступного року її позбавили німецького громадянства, а з початку Другої світової війни мисткиня не могла повернутися до Європи.
За словами Єгуди Аміхая, її першого перекладача з івриту, вона жила бідно, і діти по сусідству цькували її за ексцентричний одяг і поведінку.

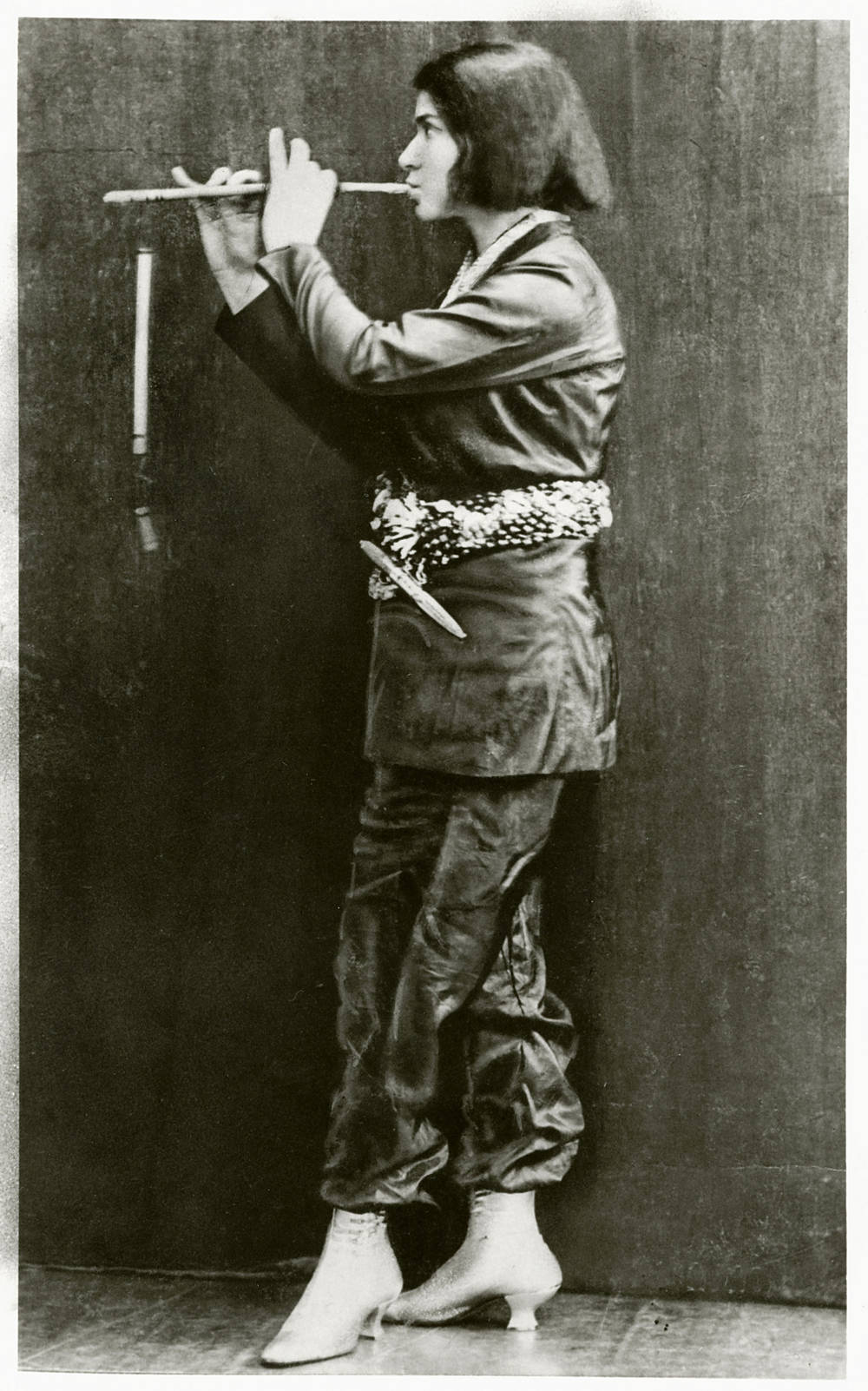
Ласкер-Шюлер одягнена в азійський костюм як її альтернативна персона "Принц Юссуф"

Ельза Шюлер заснувала літературний салон «Kraal», який філософ Мартін Бубер відкрив 10 січня 1942 року у Французькому культурному центрі.
Деякі провідні єврейські письменники та амбіційні поети відвідували її літературні програми, але Ласкер-Шюлер отримала вето на читання лекцій німецькою мовою. Вона просила голову німецької синагоги в Єрусалимі дозволити їй ще раз скористатися його Gotteshaus (будинком Бога): «Де б я не була, німецькою мовою говорити заборонено. Я хочу влаштувати останній вечір в Kraal для зламаного поета, щоб продекламувати його переклади [на німецьку] великого єврейського» (Лист до рабина Курта Вільгельма, Архів Ельзи Ласкер-Шюлер, Єрусалим, цит. у Bauschinger, p. 270).
В останні роки життя Ласкер-Шюлер працювала над драмою «ЯтаЯ» (нім. IchundIch), з якої уцілів лише фрагмент. Вона закінчила збірку віршів «Моє блакитне піаніно» (нім. Mein Blaues Klavier, 1943), надруковану обмеженим тиражем у 330 примірників.
«Літературне прощання стало її останньою спробою подолати самотність. Важливо, що вона присвятила роботу "моїм незабутнім друзям у містах Німеччини та таким, як я — вигнаним і добросовісно розсіяним по всьому світу"». В одному зі своїх останніх актів вона попросила, щоб її рідне місто Вупперталь і його околиці були врятовані від бомбардувань союзників».
Ельза Шюлер зазвичай витрачала всі отримані гроші і через це часто залишатися без їжі та даху над головою. На допомогу їй приходили Гайнц Ґерлінг і поет Манфред Штурман. Ґерлінг відкрив для неї банківський рахунок регулярними платежами, що покривали її витрати, тоді як Штурман редагував її роботу та допомагав їй з видавцями. Після її смерті Штурманн став опікуном її спадщини і протягом 1950-х та 1960-х років активно співпрацював з видавцями у Східній і Західній Німеччині, Швейцарії та Австрії, які бажали опублікувати її твори.
У 1944 році здоров'я Ельзи Ласкер-Шюлер погіршилося. 16 січня вона пережила серцевий напад і 22 січня 1945 року померла в Єрусалимі. Похована на єврейському кладовищі на Оливній горі.

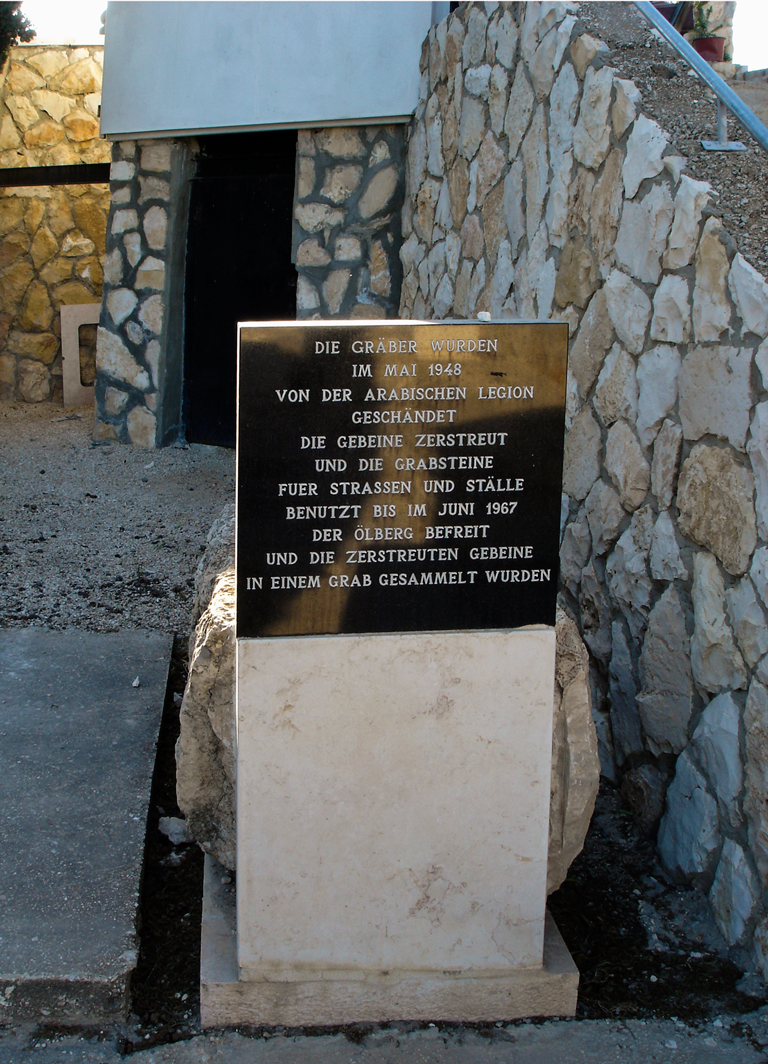
Могила Ельзи Ласкер-Шюлер на Оливковій горі в Єрусалимі

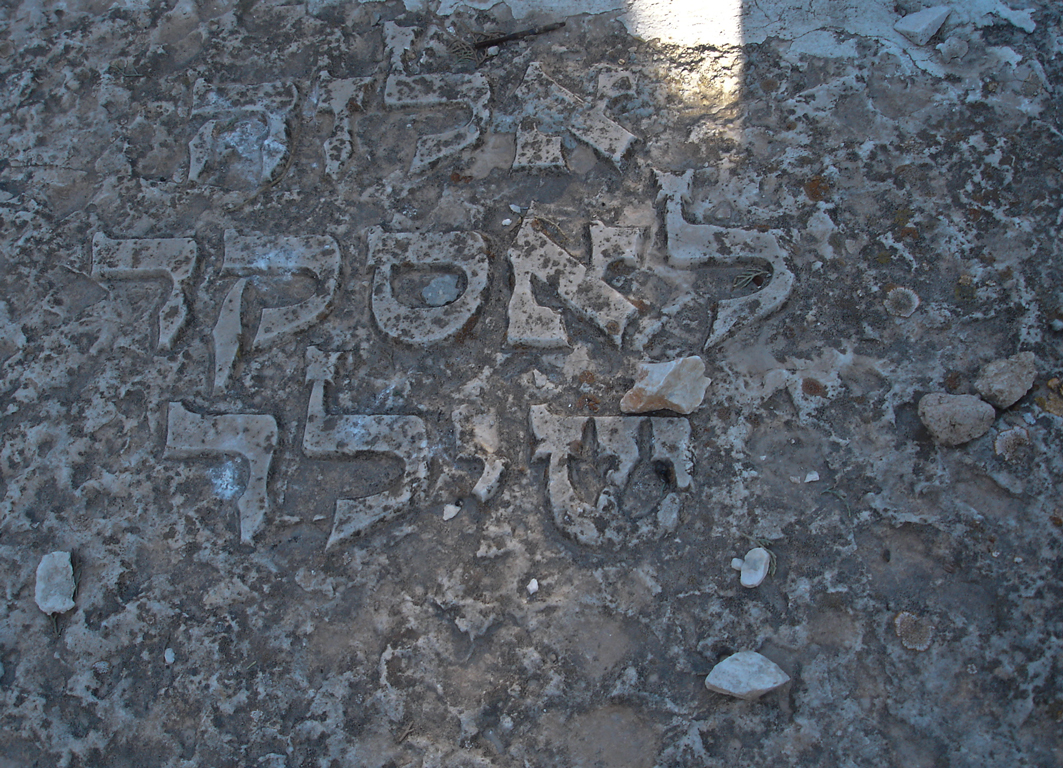
Могила Ельзи Ласкер-Шюлер на Оливній горі в Єрусалимі – напис на івриті на могилі

## Літературна кар'єра

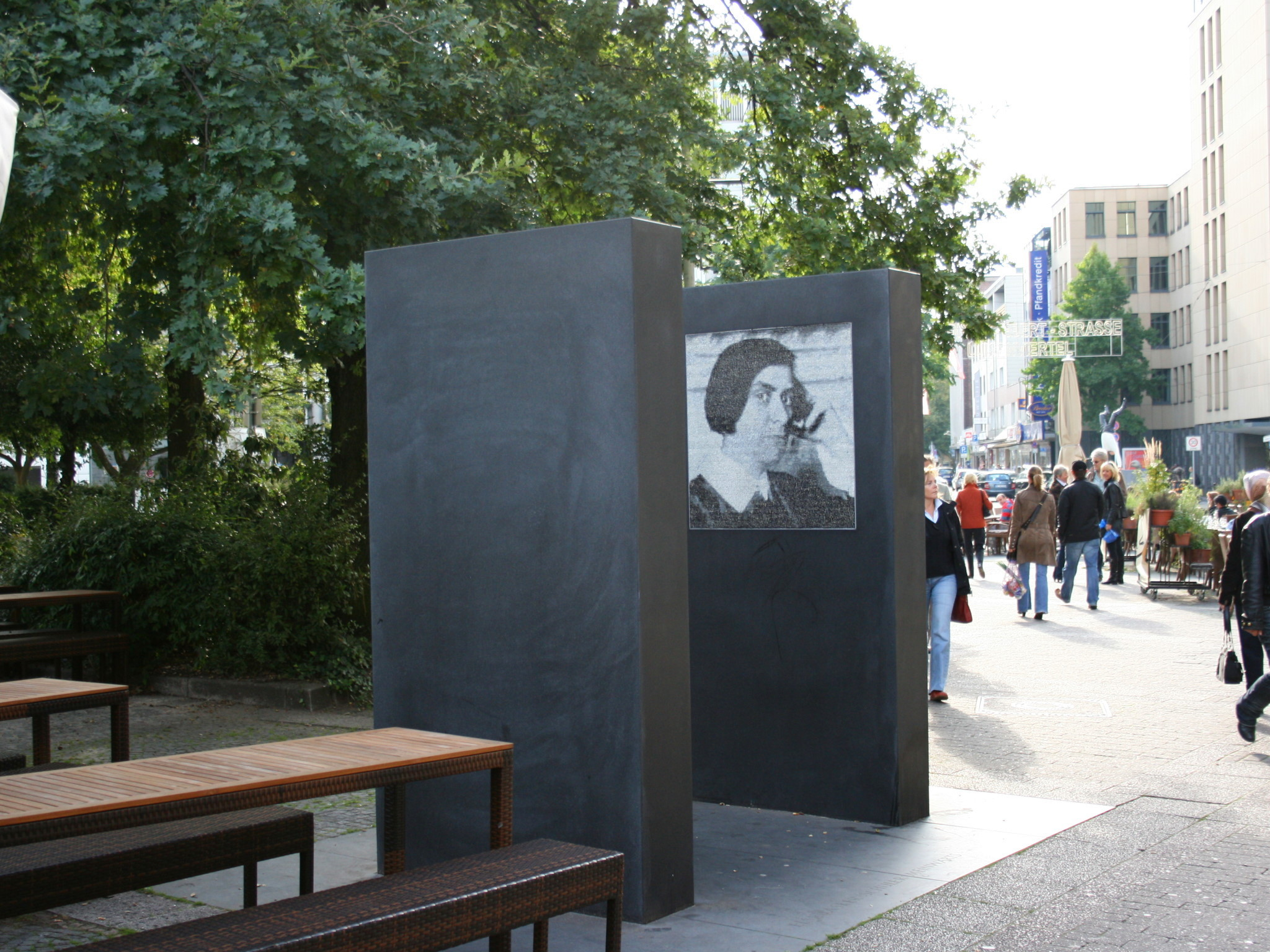
Меморіал Ласкеру-Шюлеру, автор Стефан Губер в Ельберфельді, Вупперталь

Ельза Ласкер-Шюлер залишила кілька томів поезії та три п'єси, а також багато оповідань, есеів та листів. За життя її вірші публікувалися в різних журналах, наприклад, «Der Sturm», який редагував її другий чоловік, та «Die Fackel» Карла Крауса. Вона також видала багато антологій поезії, деякі з яких проілюструвала сама, зокрема:
- «Styx» (перший опублікований том поезії, 1902)[13]
- «Der siebente Tag» (другий том поезії, 1905)[14]
- «Meine Wunder» (перше видання, 1911)[15]
- «Gesammelte Gedichte» (повна поезія) (1917)
- «Mein blaues Klavier» (1943)[16]

У 1908 році Ласкер-Шюлер написала свою першу і найважливішу п’єсу Die Wupper, яка була опублікована у 1909 році, а перша вистава відбулася 27 квітня 1919 року в Німецькому театрі в Берліні.
Значною частиною її творчості виступає любовна поезія, але є й глибоко релігійні вірші та молитви. Переходи між ними часто досить плавні. Її пізні роботи особливо багаті на біблійні та східні мотиви. Ласкер-Шюлер була дуже вільною від зовнішніх правил поетичної форми, однак її твори завдяки цьому досягають більшої внутрішньої концентрації. Також у творчості вона не цуралась мовних неологізмів.

## Вплив
Шотландський поет XX століття Г'ю Макдіармід включив переклад уривку з твору Ельзи Шюлер у свій велику поему «П'яний чоловік дивиться на будяк» (англ. A Drunk Man Looks at the Thistle, 1926). (Рядки 401–410) Німецькі композитори Маргарет Швайкерт і Луїза Шульце-Бергоф поклали вірші поетеси на музику.

## Вшанування пам'яті

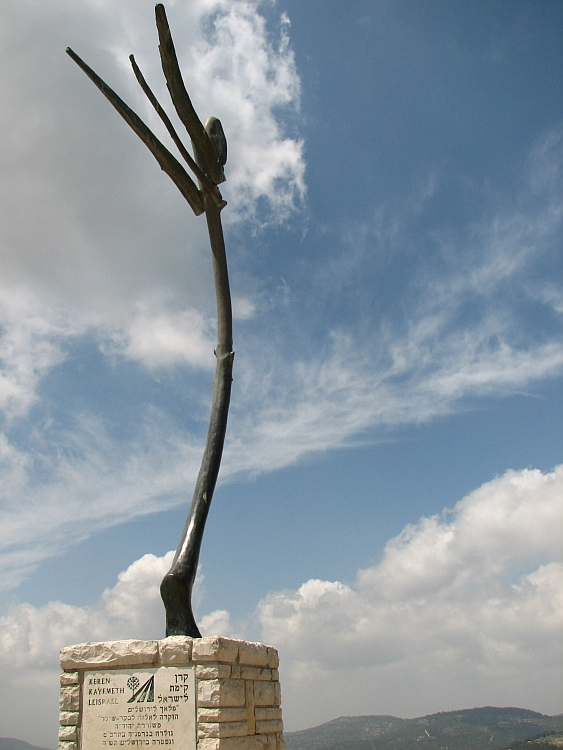
Ангел для Єрусалиму, Меморіал Ельзи Ласкер-Шюлер в Єрусалимському лісі, квітень 2007 р.

На Моцштрассе 7, Берлін-Шенеберг, де Ельза Шюлер жила з 1924 по 1933 рік, встановлена меморіальна таблиця. У 1996 році частину цієї вулиці було перейменовано на Ельзе-Ласкер-Шюлер-Штрассе. В Ельберфельді у Вупперталі тепер є школа, названа на її честь («Школа без расизму»), а на Герцогштрассе у Вупперталі встановлено меморіальну стелу.
Товариство-Ельзи-Ласкер-Шюлер було засновано в 1990 році у Вупперталі журналістом Хайо Яном. Твори поетеси представляли та обговорювали на понад 20 міжнародних симпозіумах від Бреслау до Тель-Авіва.
В Єрусалимі є невелика вулиця, названа на честь Ельзи Ласкер-Шюлер у районі Найот — Рехов Ельзе. На хребті в Єрусалимському лісі, неподалік від меморіалу Яду Кеннеді, стояла скульптура на її честь, схожа на тонкий стовбур дерева з крилами. Його встановили там у 1997 році, а в липні 2007 року — вона безслідно зникла.
У 2007 році її останні дні в Єрусалимі були відзначені в п'єсі радіо BBC «My Blue Piano» шотландського драматурга Марті Росса (Radio 4 2007), де поєднали факти її передсмертних днів із фантазіями її внутрішнього життя. 7 лютого 2020 року Google відзначив її дудлом.

## Згадки в кіно
- «Ich räume auf» (Німеччина, 1979).[18] Німецька акторка Ґізела Штайн грає роль Ельзи Ласкер-Шюлер, яка бореться зі своїми редакторами. Фільм вперше транслювався на «Westdeutscher Rundfunk Köln», режисером став Ґеорґ Брінтруп.
- «Mein Herz — niemandem!» (1997), де Гельма Сандерс-Брамс зображує Лену Штольце у ролі поетеси. Кульмінаційним моментом є парадокс її глибокого зв'язку з Ґотфрідом Бенном, лікарем і поетом, який став нацистом і публічно підтримував нацистський режим, навіть коли Ласкер-Шюлер була змушена виїхати.

## Переклади англійською

### Поезія
- After Every War: Twentieth-Century Women Poets. Princeton University Press. 2004. ISBN 978-0-691-11745-4. OCLC 424103356. Переклав вірші дев'яти поетів, у тому числі Ельзи.
- Star in my Forehead: Selected Poems. Duluth, MN: Holy Cow! Press. 2000. ISBN 978-0-930100-88-9. OCLC 43114305.
- Hebrew Ballads and Other Poems. Philadelphia: The Jewish Publication Society of America. 1980. ISBN 9780827601796. OCLC 848192782. Вважається першою публікацією перекладів англійською мовою.
- Selected Poems. Los Angeles: Green Integer. 2002. ISBN 978-1-892295-86-6. OCLC 50565214.
- Poems. Shropshire: Tern Press. 1980. OCLC 9838607.
- Offering. II : selected poems of Else Lasker-Schüler & more of Rainer Maria Rilke. Buffalo, NY: Goldengrove Press. 2002. OCLC 50672055.
- My Blue Piano. Syracuse University Press. 2015. ISBN 978-0-8156-3420-1. OCLC 922220048. Двомовне видання.
- Your Diamond Dreams Cut Open My Arteries. University of North Carolina Press. 1982. ISBN 978-0-8078-8100-2. OCLC 906403110.

### Проза
- My Heart. Amsterdam: November Editions. 2016. ISBN 978-94-92027-07-8. OCLC 964452933. Переклад роману «Mein Herz».
- Concert. University of Nebraska Press. 1994. ISBN 978-0-8032-2900-6. OCLC 742589376. Переклад «Konzert».

### П'єси
- Three plays: Dark river, Arthur Aronymus and His Ancestors, and I and I. Northwestern University Press. 2005. ISBN 978-0-8101-2198-0. OCLC 58985776. Переклади «Die Wupper», «Arthur Aronymus: die Geschichte meines Vaters» та «Ich und ich: Ein nachgelassenes Schaauspiel».